# Mananara (ort)
Mananara är en ort i Madagaskar.   Den ligger i regionen Analanjiroforegionen, i den nordöstra delen av landet, 400 km nordost om huvudstaden Antananarivo. Mananara ligger 15 meter över havet och antalet invånare är 41 209.
Terrängen runt Mananara är varierad. Havet är nära Mananara åt nordost.  Det finns inga andra samhällen i närheten. I omgivningarna runt Mananara växer i huvudsak städsegrön lövskog.